# Alfa Romeo A12/F12
Alfa Romeo A11/F11
Pour les articles homonymes, voir F12.
 (avril 2023).
Si vous disposez d'ouvrages ou d'articles de référence ou si vous connaissez des sites web de qualité traitant du thème abordé ici, merci de compléter l'article en donnant les références utiles à sa vérifiabilité et en les liant à la section « Notes et références ».
La gamme de fourgons Alfa Romeo A12/F12, tout comme le petit frère A11/F11, a remplacé la gamme précédente Alfa Romeo Romeo à partir de 1967. La gamme restera au catalogue jusqu'en 1983, date à laquelle seul l'Alfa Romeo AR6 restera en fabrication.
Les "A12/F12" ont également été fabriqués en Espagne par le constructeur espagnol Ebro.

## Histoire
Le constructeur italien Alfa Romeo est surtout connu en France pour ses voitures sportives d'exception mais il a également disposé à partir de 1930 d'une division véhicules industriels Alfa Romeo Industrie qui produisait des camions lourds, des autobus et trolleybus et d'une division Aviation qui était très réputée pour ses moteurs d'avion. Après la seconde guerre mondiale, le constructeur s'orienta également vers le secteur des véhicules légers.
Dans la codification Alfa Romeo pour les véhicules légers, le A signifie "Autocarro" - camionnette et le F "Furgone" - fourgon. Le chiffre "11" ou "12" signifie la charge utile en quintaux, comme d'usage en Italie.

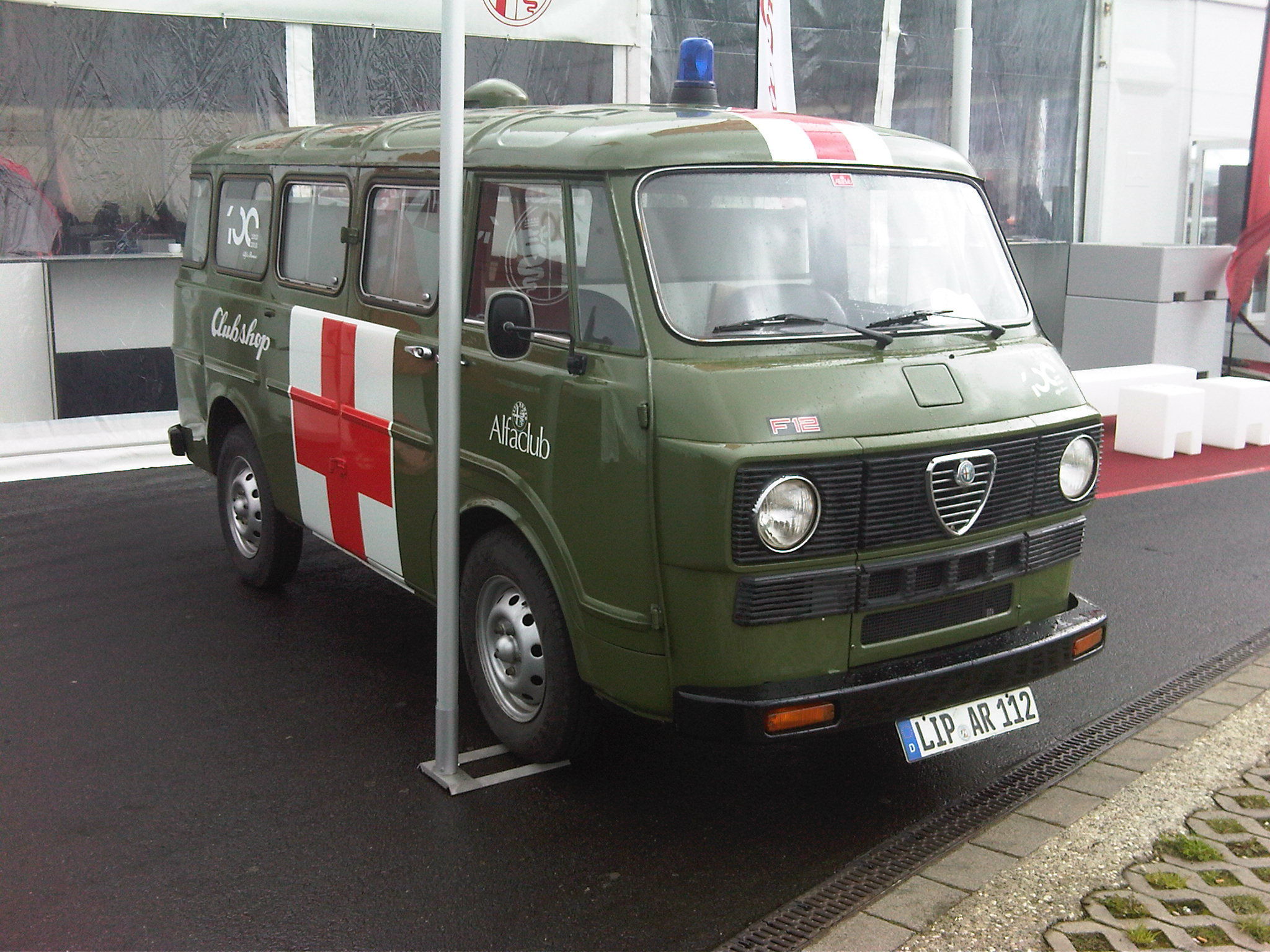
Alfa Romeo F12 ambulance

La gamme a été lancée en 1967 équipée du seul moteur à essence Alfa Romeo, dérivé de celui utilisé sur l'Alfa Romeo Giulia, dont la puissance avait été fortement réduite à 52 ch DIN pour rester compatible avec les besoins d'un véhicule utilitaire.
À partir de 1973, pour répondre à la demande de la clientèle, le moteur diesel Perkins de 1 760 cm3 développant 50 ch fut également proposé.
La boîte de vitesses était à quatre rapports et la transmission à traction avant. Les freins étaient à disque à l'avant et à tambours à l'arrière.
En 1986, Alfa Romeo est vendue au groupe Fiat. La gamme véhicules industriels légers s'enrichit alors de l'Alfa Romeo AR6. La fabrication de la gamme A11/F11 - A12 / F12 sera arrêtée en 1983.

## La version espagnole Fadisa - Ebro - Nissan
En 1956, la société FADISA (Fabricacion de Automoviles DIesel SA) a été fondée à Madrid pour produire des véhicules utilitaires légers et des camions sous licence Alfa Romeo, alors important constructeur italien de véhicules utilitaires. Une usine a été construite à Avila et le premier véhicule est sorti des chaînes de montage en 1959. C'était le fourgon Romeo, appelé Fadisa Romeo en Espagne, équipé de moteurs essence Alfa Romeo ou d'un moteur diesel Perkins.
En 1965, une partie de la production a été déplacée en Colombie. Le projet consistait à fabriquer des modèles automobiles AMC mais le projet capota.
En 1967, Fadisa a été rachetée par Motor Ibérica, autre constructeur espagnol (propriétaire de la marque Ebro) qui, en 1956, avait acquis la licence pour fabriquer des "Ford Thames ET". En référence aux camions Ford au Royaume-Uni qui étaient nommés Thames (Tamise), les véhicules fabriqués par les espagnols ont été baptisés Ebro, comme le fleuve espagnol. Les fourgons Alfa Romeo de Fadisa sont venus renforcer la gamme Ebro. Le successeur du fourgon Romeo, le F12, s'est appelé Ebro F100 en Espagne. En 1971, à la suite d'un léger restylage, il fut renommé Ebro F108.

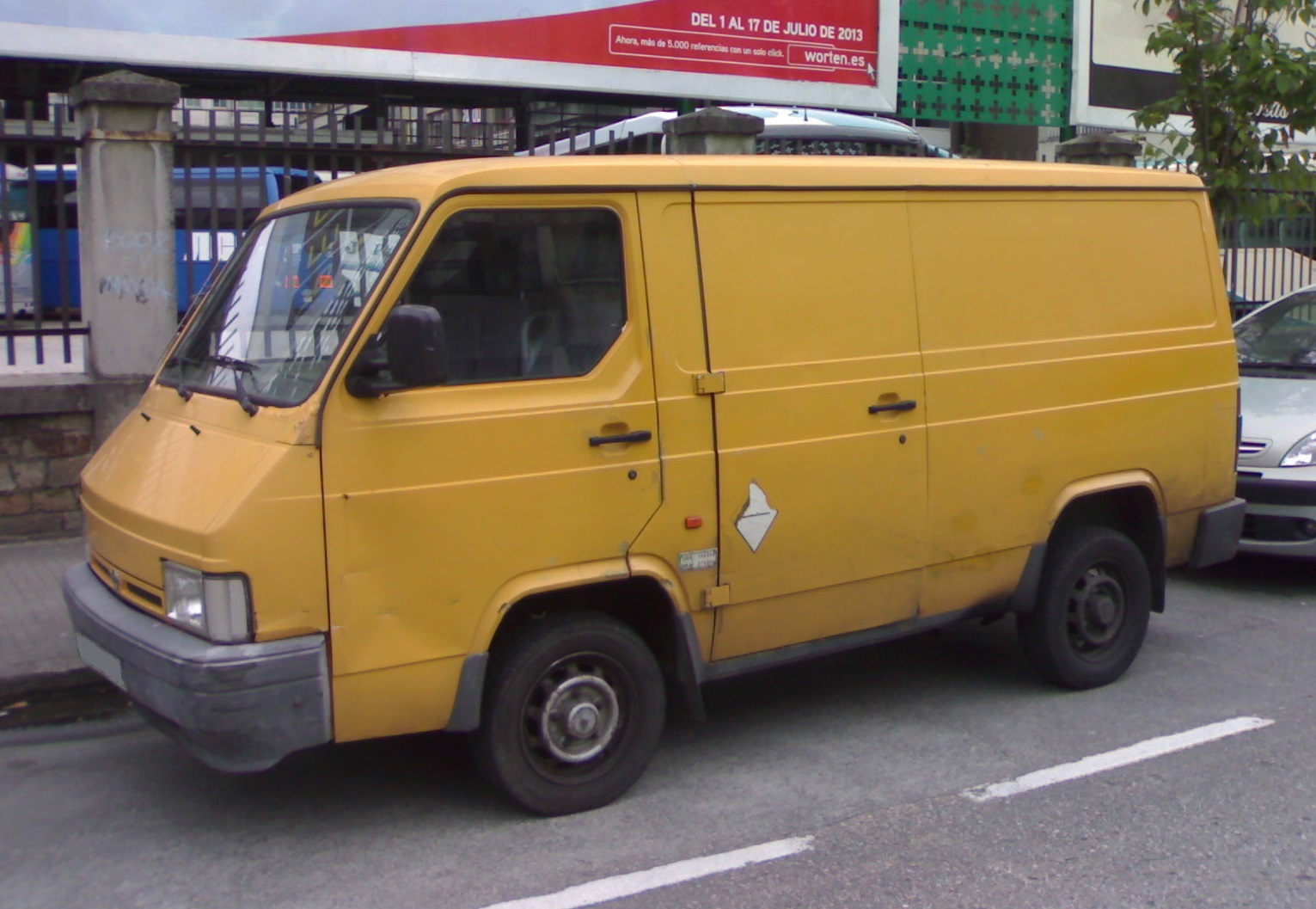
Nissan Trade

En 1976 Ebro poursuit le développement du fourgon, avec une nouvelle carrosserie modernisée, sous l'appellation Ebro Série F. En 1987, Motor Ibérica a été racheté totalement par Nissan Motor Co, la marque Ebro a disparu et les fourgons Ebro ont été badgés Nissan Trade. Sa fabrication s'est poursuivie dans l'usine d'Avila jusqu'en 2002, quand il a été remplacé par un modèle Renault.
En regardant, même de loin, le fourgon Alfa Romeo F12 et le Nissan Trade, il est impossible de ne pas apercevoir les traits communs de ces deux véhicules, la ligne générale et même les roues typiques Alfa Romeo ont été gardées.